# Васильевка (Костырёвское сельское поселение)
Васильевка — деревня в Рославльском районе Смоленской области России. Входит в состав Костырёвского сельского поселения. Население — 1 житель (2007 год). 
Расположена в южной части области в 30 км к северо-востоку от Рославля, в 5 км севернее автодороги Р137 Сафоново — Рославль, на берегу реки Перепелевка. В 25 км юго-западнее деревни расположена железнодорожная станция Терешок на линии Смоленск — Рославль.

## История
В годы Великой Отечественной войны деревня была оккупирована гитлеровскими войсками в августе 1941 года, освобождена в сентябре 1943 года.